# 基斯維爾 (佛羅里達州)
基斯維爾（英語：Keysville）是位於美國佛羅里達州希爾斯波羅縣的一個人口普查指定地區。

## 地理
基斯維爾的座標為27°52′08″N 82°05′45″W / 27.86889°N 82.09583°W，而該地最高點為海拔高度28米（即95英尺）。

## 人口
根據2010年美國人口普查的數據，基斯維爾的面積為5.00平方千米，當中陸地面積為5.00平方千米，而水域面積為5.00平方千米。當地共有人口500人，而人口密度為每平方千米100人。